# Ano Patissia (metropolitana di Atene)
Ano Patissia (in greco Σταθμός Άνω Πατήσια?) è una stazione della linea 1 della metropolitana di Atene.

## Storia
La stazione venne attivata il 12 febbraio 1956, come capolinea provvisorio della nuova tratta proveniente da Attikī; rimase capolinea fino al 14 marzo successivo, data in cui la linea fu ulteriormente prolungata fino a Nea Ionia.